# فهرست قطعنامه‌های شورای امنیت ۲۱۰۱ تا ۲۲۰۰
| قطعنامه‌های شورای امنیت                                      |
| ----------------------------------------------------------- |
| منابع: نشست‌های شورای امنیت • UNBISnet • ویکی‌نبشته           |
| ۱ تا ۱۰۰ (۱۹۴۶–۱۹۵۳)                                        |
| ۱۰۱ تا ۲۰۰ (۱۹۵۳–۱۹۶۵)                                      |
| ۲۰۱ تا ۳۰۰ (۱۹۶۵–۱۹۷۱)                                      |
| ۳۰۱ تا ۴۰۰ (۱۹۷۱–۱۹۷۶)                                      |
| ۴۰۱ تا ۵۰۰ (۱۹۷۶–۱۹۸۲)                                      |
| ۵۰۱ تا ۶۰۰ (۱۹۸۲–۱۹۸۷)                                      |
| ۶۰۱ تا ۷۰۰ (۱۹۸۷–۱۹۹۱)                                      |
| ۷۰۱ تا ۸۰۰ (۱۹۹۱–۱۹۹۳)                                      |
| ۸۰۱ تا ۹۰۰ (۱۹۹۳–۱۹۹۴)                                      |
| ۹۰۱ تا ۱۰۰۰ (۱۹۹۴–۱۹۹۵)                                     |
| ۱۰۰۱ تا ۱۱۰۰ (۱۹۹۵–۱۹۹۷)                                    |
| ۱۱۰۱ تا ۱۲۰۰ (۱۹۹۷–۱۹۹۸)                                    |
| ۱۲۰۱ تا ۱۳۰۰ (۱۹۹۸–۲۰۰۰)                                    |
| ۱۳۰۱ تا ۱۴۰۰ (۲۰۰۰–۲۰۰۲)                                    |
| ۱۴۰۱ تا ۱۵۰۰ (۲۰۰۲–۲۰۰۳)                                    |
| ۱۵۰۱ تا ۱۶۰۰ (۲۰۰۳–۲۰۰۵)                                    |
| ۱۶۰۱ تا ۱۷۰۰ (۲۰۰۵–۲۰۰۶)                                    |
| ۱۷۰۱ تا ۱۸۰۰ (۲۰۰۶–۲۰۰۸)                                    |
| ۱۸۰۱ تا ۱۹۰۰ (۲۰۰۸–۲۰۰۹)                                    |
| ۱۹۰۱ تا ۲۰۰۰ (۲۰۰۹–۲۰۱۱)                                    |
| ۲۰۰۱ تا ۲۱۰۰ (۲۰۱۱–۲۰۱۳)                                    |
| ۲۱۰۱ تا ۲۲۰۰ (۲۰۱۳–۲۰۱۵)                                    |
| ۲۲۰۱ تا ۲۳۰۰ (۲۰۱۵–۲۰۱۶)                                    |
| ۲۳۰۱ تا ۲۴۰۰ (۲۰۱۶–۲۰۱۸)                                    |
| ۲۲۰۱ تا ۲۳۰۰ (۲۰۱۸–تاکنون)                                  |
| متن مربوطه در ویکی‌نبشته : قطعنامه‌های شورای امنیت سازمان ملل |

فهرست زیر، شامل قطعنامه‌های سازمان ملل متحد از قطعنامهٔ شمارهٔ ۲۱۰۱ تا ۲۲۰۰ است که در بازهٔ زمانی ۲۵ آوریل ۲۰۱۳ میلادی تا ۱۲ فوریه ۲۰۱۵ به تصویب رسیده‌است.
| شمارهٔ قطعنامه | تاریخ           | آرا (موافق-ممتنع-مخالف) | موضوع نشست                                                                              |
| ۲۱۰۱          | ۲۵ آوریل ۲۰۱۳   | ۱۵-۰-۰                  | وضعیت در ساحل عاج                                                                       |
| ۲۱۰۲          | ۲ مه ۲۰۱۳       | ۱۵-۰-۰                  | وضعیت در سومالی                                                                         |
| ۲۱۰۳          | ۲۲ مه ۲۰۱۳      | ۱۵-۰-۰                  | وضعیت در گینه بیسائو                                                                    |
| ۲۱۰۴          | ۲۹ مه ۲۰۱۳      | ۱۵-۰-۰                  | جدایی سودان و سودان جنوبی                                                               |
| ۲۱۰۵          | ۵ ژوئن ۲۰۱۳     | ۱۵-۰-۰                  | تمدید مأموریت کارشناس ناظر بر تحریم‌ها علیه ایران                                        |
| ۲۱۰۶          | ۲۴ ژوئن ۲۰۱۳    | ۱۵-۰-۰                  | تأیید دوبارهٔ ۱۴ قطعنامه                                                                 |
| ۲۱۰۷          | ۲۷ ژوئن ۲۰۱۳    | ۱۵-۰-۰                  | وضعیت عراق و کویت                                                                       |
| ۲۱۰۸          | ۲۷ ژوئن ۲۰۱۳    | ۱۵-۰-۰                  | تنش‌ها در خاورمیانه                                                                      |
| ۲۱۰۹          | ۱۱ ژوئیه ۲۰۱۳   | ۱۵-۰-۰                  | وضعیت در سودان و سودان جنوبی                                                            |
| ۲۱۱۰          | ۲۴ ژوئیه ۲۰۱۳   | ۱۵-۰-۰                  | وضعیت در عراق                                                                           |
| ۲۱۱۱          | ۲۴ ژوئیه ۲۰۱۳   | ۱۵-۰-۰                  | وضعیت در سومالی                                                                         |
| ۲۱۱۲          | ۳۰ ژوئیه ۲۰۱۳   | ۱۵-۰-۰                  | وضعیت در ساحل عاج                                                                       |
| ۲۱۱۳          | ۳۰ ژوئیه ۲۰۱۳   | ۱۵-۰-۰                  | گزارش‌های دبیرکل سازمان ملل دربارهٔ سودان                                                 |
| ۲۱۱۴          | ۳۰ ژوئیه ۲۰۱۳   | ۱۳-۰-۲                  | وضعیت در قبرس، تمدید مأموریت نیروهای حافظ صلح سازمان ملل مستقر در قبرس                  |
| ۲۱۱۵          | ۲۹ اوت ۲۰۱۳     | ۱۵-۰-۰                  | وضعیت در خاورمیانه                                                                      |
| ۲۱۱۶          | ۱۸ سپتامبر ۲۰۱۳ | ۱۵-۰-۰                  | وضعیت در لیبریا                                                                         |
| ۲۱۱۷          | ۲۶ سپتامبر ۲۰۱۳ | ۱۴-۰-۱                  | معاهدهٔ تجارت اسلحه، سلاح‌های سبک و اسلحه‌های کوچک                                         |
| ۲۱۱۸          | ۲۷ سپتامبر ۲۰۱۳ | ۱۵-۰-۰                  | سلاح‌های شیمیایی در سوریه                                                                |
| ۲۱۱۹          | ۱۰ اکتبر ۲۰۱۳   | ۱۵-۰-۰                  | وضعیت در هائیتی                                                                         |
| ۲۱۲۰          | ۱۰ اکتبر ۲۰۱۳   | ۱۵-۰-۰                  | وضعیت در افغانستان                                                                      |
| ۲۱۲۱          | ۱۰ اکتبر ۲۰۱۳   | ۱۵-۰-۰                  | وضعیت در جمهوری آفریقای مرکزی                                                           |
| ۲۱۲۲          | ۱۸ اکتبر ۲۰۱۳   | ۱۵-۰-۰                  | تأیید دوبارهٔ ۶ قطعنامه                                                                  |
| ۲۱۲۳          | ۱۲ نوامبر ۲۰۱۳  | ۱۵-۰-۰                  | وضعیت در یوگسلاوی سابق                                                                  |
| ۲۱۲۴          | ۱۲ نوامبر ۲۰۱۳  | ۱۵-۰-۰                  | وضعیت در سومالی                                                                         |
| ۲۱۲۵          | ۱۸ نوامبر ۲۰۱۳  | ۱۵-۰-۰                  | وضعیت در سومالی                                                                         |
| ۲۱۲۶          | ۲۵ نوامبر ۲۰۱۳  | ۱۵-۰-۰                  | وضعیت در سودان و سودان جنوبی                                                            |
| ۲۱۲۷          | ۵ دسامبر ۲۰۱۳   | ۱۵-۰-۰                  | وضعیت در جمهوری آفریقای مرکزی                                                           |
| ۲۱۲۸          | ۱۰ دسامبر ۲۰۱۳  | ۱۵-۰-۰                  | تحسین پیشرفت‌های دولتی در لیبریا                                                         |
| ۲۱۲۹          | ۱۷ دسامبر ۲۰۱۳  | ۱۵-۰-۰                  | تأیید دوبارهٔ مبارزه با تروریسم                                                          |
| ۲۱۳۰          | ۱۸ دسامبر ۲۰۱۳  | ۱۵-۰-۰                  | تأیید دوبارهٔ دادگاه بین‌المللی کیفری یوگسلاوی سابق                                       |
| ۲۱۳۱          | ۱۸ دسامبر ۲۰۱۳  | ۱۵-۰-۰                  | وضعیت در خاورمیانه                                                                      |
| ۲۱۳۲          | ۲۴ دسامبر ۲۰۱۳  | ۱۵-۰-۰                  | وضعیت در سودان جنوبی                                                                    |
| ۲۱۳۳          | ۲۷ ژانویه ۲۰۱۴  | ۱۵-۰-۰                  | تهدیدهای مرتبط با صلح و امنیت بین‌المللی به‌واسطهٔ اقدامات تروریستی                        |
| ۲۱۳۴          | ۲۸ ژانویه ۲۰۱۴  | ۱۵-۰-۰                  | وضعیت در جمهوری آفریقای مرکزی                                                           |
| ۲۱۳۵          | ۳۰ ژانویه ۲۰۱۴  | ۱۵-۰-۰                  | وضعیت در قبرس، تمدید مأموریت نیروهای حافظ صلح سازمان ملل مستقر در قبرس                  |
| ۲۱۳۶          | ۳۰ ژانویه ۲۰۱۴  | ۱۵-۰-۰                  | وضعیت در جمهوری دموکراتیک کنگو                                                          |
| ۲۱۳۷          | ۱۳ فوریه ۲۰۱۴   | ۱۵-۰-۰                  | وضعیت در بوروندی                                                                        |
| ۲۱۳۸          | ۱۳ فوریه ۲۰۱۴   | ۱۵-۰-۰                  | وضعیت در دارفور                                                                         |
| ۲۱۳۹          | ۲۲ فوریه ۲۰۱۴   | ۱۵-۰-۰                  | دسترسی به کمک‌های انسان‌دوستانه در سوریه                                                  |
| ۲۱۴۰          | ۲۶ فوریه ۲۰۱۴   | ۱۵-۰-۰                  | وضعیت در یمن                                                                            |
| ۲۱۴۱          | ۵ مارس ۲۰۱۴     | ۱۵-۰-۰                  | منع گسترش سلاح‌های کشتار جمعی در کره شمالی                                               |
| ۲۱۴۲          | ۵ مارس ۲۰۱۴     | ۱۵-۰-۰                  | وضعیت در سومالی                                                                         |
| ۲۱۴۳          | ۷ مارس ۲۰۱۴     | ۱۵-۰-۰                  | درگیری‌های نظامی و کودکان                                                                |
| ۲۱۴۴          | ۱۴ مارس ۲۰۱۴    | ۱۵-۰-۰                  | وضعیت در لیبی                                                                           |
| ۲۱۴۵          | ۱۷ مارس ۲۰۱۴    | ۱۵-۰-۰                  | وضعیت در افغانستان                                                                      |
| ۲۱۴۶          | ۱۹ مارس ۲۰۱۴    | ۱۵-۰-۰                  | وضعیت در لیبی                                                                           |
| ۲۱۴۷          | ۲۸ مارس ۲۰۱۴    | ۱۵-۰-۰                  | وضعیت جمهوری دموکراتیک کنگو                                                             |
| ۲۱۴۸          | ۳ آوریل ۲۰۱۴    | ۱۵-۰-۰                  | وضعیت در سودان                                                                          |
| ۲۱۴۹          | ۱۰ آوریل ۲۰۱۴   | ۱۵-۰-۰                  | وضعیت در جمهوری آفریقای مرکزی                                                           |
| ۲۱۵۰          | ۱۶ آوریل ۲۰۱۴   | ۱۵-۰-۰                  | پیش‌گیری و مبارزه با نسل‌کشی و سایر جنایات جدی تحت قوانین بین‌المللی                       |
| ۲۱۵۱          | ۲۸ آوریل ۲۰۱۴   | ۱۵-۰-۰                  | اصلاحات بخش امنیتی                                                                      |
| ۲۱۵۲          | ۲۹ آوریل ۲۰۱۴   | ۱۵-۰-۰                  | وضعیت در صحرای غربی                                                                     |
| ۲۱۵۳          | ۲۹ آوریل ۲۰۱۴   | ۱۵-۰-۰                  | وضعیت در ساحل عاج                                                                       |
| ۲۱۵۴          | ۸ مه ۲۰۱۴       | ۱۵-۰-۰                  | ایجاد مدال شجاعت Captain Mbaye Diagne برای شجاعت استثنایی                               |
| ۲۱۵۵          | ۲۷ مه ۲۰۱۴      | ۱۵-۰-۰                  | وضعیت در سودان جنوبی                                                                    |
| ۲۱۵۶          | ۲۹ مه ۲۰۱۴      | ۱۵-۰-۰                  | جدایی سودان و سودان جنوبی                                                               |
| ۲۱۵۷          | ۲۹ مه ۲۰۱۴      | ۱۵-۰-۰                  | وضعیت در گینه بیسائو                                                                    |
| ۲۱۵۸          | ۲۹ مه ۲۰۱۴      | ۱۵-۰-۰                  | وضعیت در سومالی                                                                         |
| ۲۱۵۹          | ۹ ژوئن ۲۰۱۴     | ۱۵-۰-۰                  | تمدید مأموریت کارشناس ناظر بر تحریم‌ها علیه ایران                                        |
| ۲۱۶۰          | ۱۷ ژوئن ۲۰۱۴    | ۱۵-۰-۰                  | تهدید صلح و امنیت بین‌المللی به‌وجودآمده توسط طالبان                                      |
| ۲۱۶۱          | ۱۷ ژوئن ۲۰۱۴    | ۱۵-۰-۰                  | تهدید صلح و امنیت بین‌المللی به‌وجودآمده توسط القاعده                                     |
| ۲۱۶۲          | ۲۵ ژوئن ۲۰۱۴    | ۱۵-۰-۰                  | تمدید مأموریت نیروهای پاسدار صلح سازمان ملل متحد در ساحل عاج (UNOCI)                    |
| ۲۱۶۳          | ۲۵ ژوئن ۲۰۱۴    | ۱۵-۰-۰                  | تمدید مأموریت نیروهای پاسدار صلح سازمان ملل متحد                                        |
| ۲۱۶۴          | ۲۵ ژوئن ۲۰۱۴    | ۱۵-۰-۰                  | نیروهای پاسدار صلح سازمان ملل متحد در مالی (MINUSMA)                                    |
| ۲۱۶۵          | ۱۴ ژوئیه ۲۰۱۴   | ۱۵-۰-۰                  | وضعیت در سوریه و ایجاد یک سازوکار نظارتی                                                |
| ۲۱۶۶          | ۲۱ ژوئیه ۲۰۱۴   | ۱۵-۰-۰                  | اوکراین و پرواز شماره ۱۷ هواپیمایی مالزی                                                |
| ۲۱۶۷          | ۲۸ ژوئیه ۲۰۱۴   | ۱۵-۰-۰                  | تأیید دوبارهٔ حمایت‌های اتحادیه آفریقا و اتحادیه اروپا از عملیات نیروهای صلح‌بان           |
| ۲۱۶۸          | ۳۰ ژوئیه ۲۰۱۴   | ۱۵-۰-۰                  | گسترش مأموریت نیروهای حافظ صلح سازمان ملل مستقر در قبرس                                 |
| ۲۱۶۹          | ۳۰ ژوئیه ۲۰۱۴   | ۱۵-۰-۰                  | محکومیت داعش، تأیید مجدد و گسترش مأموریت هیئت مساعدت سازمان ملل متحد برای عراق (یونامی) |
| ۲۱۷۰          | ۱۵ اوت ۲۰۱۴     | ۱۵-۰-۰                  | تهدید صلح و امنیت بین‌المللی به‌وجودآمده توسط داعش و جبهةالنصره                           |
| ۲۱۷۱          | ۲۱ اوت ۲۰۱۴     | ۱۵-۰-۰                  | جلوگیری از درگیری                                                                       |
| ۲۱۷۲          | ۲۶ اوت ۲۰۱۴     | ۱۵-۰-۰                  | اسرائیل، لبنان، و نیروهای حافظ صلح سازمان ملل مستقر در لبنان                            |
| ۲۱۷۳          | ۲۷ اوت ۲۰۱۴     | ۱۵-۰-۰                  | تمدید مأموریت در دارفور                                                                 |
| ۲۱۷۴          | ۲۷ اوت ۲۰۱۴     | ۱۵-۰-۰                  | وضعیت در لیبی                                                                           |
| ۲۱۷۵          | ۲۹ اوت ۲۰۱۴     | ۱۵-۰-۰                  | حفاظت از نیروهای صلح‌بان سازمان ملل و نیروهای نظامی شرکت‌کننده در درگیری‌ها                |
| ۲۱۷۶          | ۱۵ سپتامبر ۲۰۱۴ | ۱۵-۰-۰                  | تمدید مأموریت هیئت سازمان ملل در لیبریا (UNMIL)                                         |
| ۲۱۷۷          | ۱۸ سپتامبر ۲۰۱۴ | ۱۵-۰-۰                  | تشکیل هیئت اعزامی سازمان ملل برای واکنش فوری در مقابل ابولا (UNMEER)                    |
| ۲۱۷۸          | ۲۴ سپتامبر ۲۰۱۴ | ۱۵-۰-۰                  | تهدیدهای مرتبط با صلح و امنیت بین‌المللی به‌واسطهٔ اقدامات تروریستی                        |
| ۲۱۷۹          | ۱۴ اکتبر ۲۰۱۴   | ۱۵-۰-۰                  | گزارش‌های دبیرکل در زمینهٔ سودان و سودان جنوبی                                            |
| ۲۱۸۰          | ۱۴ اکتبر ۲۰۱۴   | ۱۵-۰-۰                  | هائیتی                                                                                  |
| ۲۱۸۱          | ۲۱ اکتبر ۲۰۱۴   | ۱۵-۰-۰                  | وضعیت در جمهوری آفریقای مرکزی                                                           |
| ۲۱۸۲          | ۲۴ اکتبر ۲۰۱۴   | ۱۳-۰-۲                  | وضعیت در سومالی                                                                         |
| ۲۱۸۳          | ۱۱ نوامبر ۲۰۱۴  | ۱۴-۰-۱                  | وضعیت در بوسنی و هرزگوین                                                                |
| ۲۱۸۴          | ۱۲ نوامبر ۲۰۱۴  | ۱۵-۰-۰                  | وضعیت در سومالی                                                                         |
| ۲۱۸۵          | ۲۰ نوامبر ۲۰۱۴  | ۱۵-۰-۰                  | عملیات‌های صلح‌بانی                                                                       |
| ۲۱۸۶          | ۲۵ نوامبر ۲۰۱۴  | ۱۵-۰-۰                  | وضعیت در گینه بیسائو                                                                    |
| ۲۱۸۷          | ۲۵ نوامبر ۲۰۱۴  | ۱۵-۰-۰                  | گزارش‌های دبیرکل در زمینهٔ سودان و سودان جنوبی                                            |
| ۲۱۸۸          | ۹ دسامبر ۲۰۱۴   | ۱۵-۰-۰                  | وضعیت در لیبریا                                                                         |
| ۲۱۸۹          | ۱۲ دسامبر ۲۰۱۴  | ۱۵-۰-۰                  | وضعیت در افغانستان                                                                      |
| ۲۱۹۰          | ۱۵ دسامبر ۲۰۱۴  | ۱۵-۰-۰                  | وضعیت در لیبریا                                                                         |
| ۲۱۹۱          | ۱۷ دسامبر ۲۰۱۴  | ۱۵-۰-۰                  | وضعیت در خاورمیانه                                                                      |
| ۲۱۹۲          | ۱۸ دسامبر ۲۰۱۴  | ۱۵-۰-۰                  | وضعیت در خاورمیانه                                                                      |
| ۲۱۹۳          | ۱۸ دسامبر ۲۰۱۴  | ۱۴-۰-۱                  | دادگاه بین‌المللی                                                                        |
| ۲۱۹۴          | ۱۸ دسامبر ۲۰۱۴  | ۱۵-۰-۰                  | دادگاه بین‌المللی                                                                        |
| ۲۱۹۵          | ۱۹ دسامبر ۲۰۱۴  | ۱۵-۰-۰                  | تهدید صلح و امنیت بین‌المللی                                                             |
| ۲۱۹۶          | ۲۲ ژانویه ۲۰۱۵  | ۱۵-۰-۰                  | وضعیت در جمهوری آفریقای مرکزی                                                           |
| ۲۱۹۷          | ۲۹ ژانویه ۲۰۱۵  | ۱۵-۰-۰                  | وضعیت در قبرس                                                                           |
| ۲۱۹۸          | ۲۹ ژانویه ۲۰۱۵  | ۱۵-۰-۰                  | وضعیت در جمهوری دموکراتیک کنگو                                                          |
| ۲۱۹۹          | ۱۲ فوریه ۲۰۱۵   | ۱۵-۰-۰                  | تهدیدهای مرتبط با صلح و امنیت بین‌المللی به‌واسطهٔ اقدامات تروریستی                        |
| ۲۲۰۰          | ۱۲ فوریه ۲۰۱۵   | ۱۵-۰-۰                  | وضعیت در سودان و سودان جنوبی                                                            |